# Lemboglossum
Lemboglossum es un género de orquídeas . Tiene quince especies. 
En The Plant List figura como un sinónimo del género Rhynchostele.

## Características
El género Lemboglossum estuvo incluido en el género Odontoglossum hasta 1984 y para el registro de híbridos, aún se encuentra en él. Son originarios de Centroamérica desde México hasta Costa Rica. 

## Especies
| - Lemboglossum amabile - Lemboglossum apterum - Lemboglossum bictoniense - Lemboglossum candidulum - Lemboglossum cervantesii - Lemboglossum cordatum - Lemboglossum ehrenbergii | - Lemboglossum galeottianum - Lemboglossum hortensiae - Lemboglossum maculatum - Lemboglossum madrense - Lemboglossum majale - Lemboglossum rossii - Lemboglossum stellatum - Lemboglossum uroskinneri |

## Sinonimia
- Cymbiglossum Halb.